# Чемпионат мира по спортивному ориентированию на велосипедах
Чемпионат мира по спортивному ориентированию на велосипедах (англ. World Mountain Bike Orienteering Championships или MTB-WOC) — официальные соревнования, проводимые международной федерацией спортивного ориентирования с целью выявления сильнейших велосипедистов-ориентировщиков. Чемпионат проводится начиная с 2002 года. Программа чемпионата включает в себя три индивидуальные дисциплины (спринт, средняя, длинная) и эстафету.

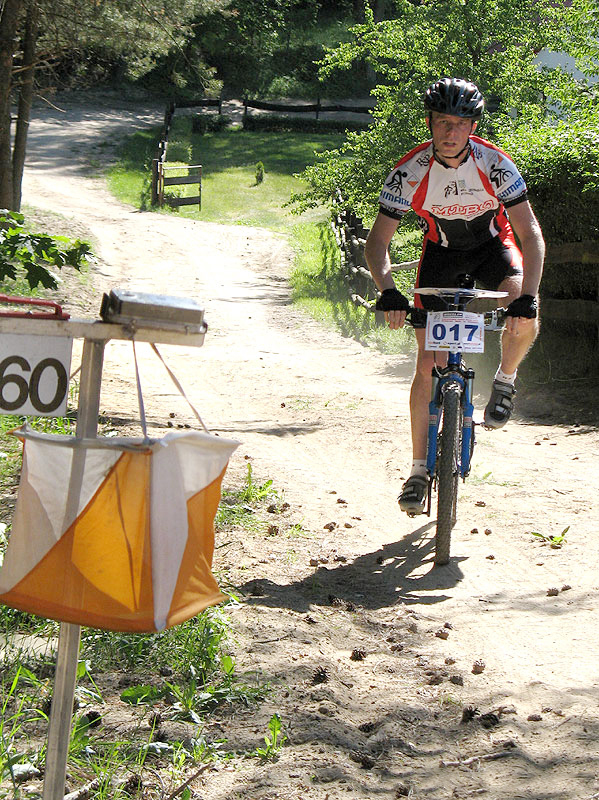
Соревнования по спортивному ориентированию на велосипедах

## Места проведения
| Год  | Дата                | Место проведения     | Примечания                                                            |
| ---- | ------------------- | -------------------- | --------------------------------------------------------------------- |
| 2002 | июль 1-6            | Фонтенбло            | [ 1 ]                                                                 |
| 2004 | октябрь 19-23       | Балларат             | [ 2 ]                                                                 |
| 2005 | сентябрь 5-11       | Банска-Бистрица      | [ 3 ]                                                                 |
| 2006 | июль 9-13           | Йоэнсуу              | [ 4 ]                                                                 |
| 2007 | август 5-12         | Нове-Место-на-Мораве | [ 5 ]                                                                 |
| 2008 | август 24-31        | Оструда              | [ 6 ]                                                                 |
| 2009 | август 9-16         | Бен-Шемен            | сайт соревнований                                                     |
| 2010 | июль 11-17          | Монталегре           | сайт соревнований                                                     |
| 2011 | август 20-28        | Виченца              | сайт соревнований                                                     |
| 2012 | август 20-25        | Веспрем              | сайт соревнований                                                     |
| 2013 | август 26-31        | Раквере              | сайт соревнований Архивная копия от 2 февраля 2015 на Wayback Machine |
| 2014 | август 24-31        | Белосток             |                                                                       |
| 2015 | август 14-23        | Либерец              | сайт соревнований                                                     |
| 2016 | июль 24-30          | Агеда                | сайт соревнований                                                     |
| 2017 | август 19-27        | Вильнюс              | сайт соревнований                                                     |
| 2018 | август 5-13         | Цветль               | сайт соревнований                                                     |
| 2019 | 26 июля — 4 августа | Виборг               | сайт соревнований                                                     |

## Спринт

### Мужчины
| Год  | Золото                            | Серебро             | Бронза                 | Прим.                           |
| ---- | --------------------------------- | ------------------- | ---------------------- | ------------------------------- |
| 2007 | Torbjørn Gasbjerg                 | Жереми Гильман      | Антон Фолифоров        |                                 |
| 2008 | Lasse Brun Pedersen               | Иржи Градил         | Тынис Эрм              |                                 |
| 2009 | Адриан Джексон                    | Lasse Brun Pedersen | Руслан Грицан          |                                 |
| 2010 | Адриан Джексон                    | Тынис Эрм           | Антон Фолифоров        | результаты (недоступная ссылка) |
| 2011 | Антон Фолифоров                   | Иржи Градил         | Erik Skovgaard Knudsen | результаты                      |
| 2012 | Тобиас Брайтшедель                | Марек Поспишек      | Руслан Грицан          | результаты                      |
| 2013 | Тынис Эрм                         | Лаури Малсрос       | Кристоф Богар          | результаты                      |
| 2014 | Ханс Йорген Квале Антон Фолифоров |                     | Григорий Медведев      | результаты                      |
| 2015 | Лука Даллавалле                   | Войтех Странски     | Лаури Малсрос          | результаты                      |
| 2016 | Антон Фолифоров                   | Лука Даллавалле     | Седрик Бейл            | результаты                      |

### Женщины
| Год  | Золото           | Серебро          | Бронза           | Прим.                           |
| ---- | ---------------- | ---------------- | ---------------- | ------------------------------- |
| 2007 | Ксения Черных    | Михаэла Гигон    | Гана Байтошова   |                                 |
| 2008 | Гана Байтошова   | Михаэла Гигон    | Мартина Тиховска |                                 |
| 2009 | Гана Байтошова   | Марика Хара      | Михаэла Гигон    |                                 |
| 2010 | Anna Kaminska    | Кристина Шаффнер | Мартина Тиховска | результаты (недоступная ссылка) |
| 2011 | Гаэль Барле      | Марика Хара      | Михаэла Гигон    | результаты                      |
| 2012 | Кристина Шаффнер | Эмили Бенхам     | Анна Каминска    | результаты                      |
| 2013 | Сесилия Томассон | Ева-Лиза Хакала  | Татьяна Репина   | результаты                      |
| 2014 | Марика Хара      | Татьяна Репина   | Эмили Бенхам     | результаты                      |
| 2015 | Мартина Тиховска | Сюзанна Лаурила  | Сесилия Томассон | результаты                      |
| 2016 | Эмили Бенхам     | Марика Хара      | Хенна Сааринен   | результаты                      |

## Средняя

### Мужчины
| Год  | Золото            | Серебро         | Бронза                    | Прим.                           |
| ---- | ----------------- | --------------- | ------------------------- | ------------------------------- |
| 2002 | Мика Тервала      | Alain Berger    | Жереми Гильман            | 12 км.                          |
| 2004 | Адриан Джексон    | Alain Berger    | Виктор Корчагин           |                                 |
| 2005 | Руслан Грицан     | Ярослав Рыгл    | Мика Тервала              |                                 |
| 2006 | Туомо Томпури     | Мика Тервала    | Руслан Грицан             |                                 |
| 2007 | Мика Тервала      | Жереми Гильман  | Любомир Томечек           |                                 |
| 2008 | Адриан Джексон    | Søren Strunge   | Любомир Томечек           |                                 |
| 2009 | Torbjørn Gasbjerg | Иржи Градил     | Lasse Brun Pedersen       |                                 |
| 2010 | Самули Саарела    | Адриан Джексон  | Luca Dallavalle           | результаты (недоступная ссылка) |
| 2011 | Самули Саарела    | Руслан Грицан   | Тобиас Брайтшедель        | результаты                      |
| 2012 | Самули Саарела    | Антон Фолифоров | Самуэль Пёкала Ян Свобода | результаты                      |
| 2013 | Тынис Эрм         | Антон Фолифоров | Самули Саарела            | результаты                      |
| 2014 | Руслан Грицан     | Иржи Градил     | Антон Фолифоров           | результаты                      |
| 2015 | Антон Фолифоров   | Лука Даллавалле | Марек Поспишек            | результаты                      |
| 2016 | Антон Фолифоров   | Войтех Людвик   | Руслан Грицан             | результаты                      |

### Женщины
| Год  | Золото                     | Серебро                   | Бронза            | Прим.                           |
| ---- | -------------------------- | ------------------------- | ----------------- | ------------------------------- |
| 2002 | Лора Купа                  | Мерви Вяйсянен            | Антье Борнхак     | 11 км.                          |
| 2004 | Михаэла Гигон              | Лора Купа Belinda Allison |                   |                                 |
| 2005 | Михаэла Гигон              | Кристина Шаффнер          | Рамуне Арлаускене |                                 |
| 2006 | Михаэла Гигон              | Гана Байтошова            | Ингрид Стенгорд   |                                 |
| 2007 | Ксения Черных              | Гана Байтошова            | Маркета Йираскова |                                 |
| 2008 | Ксения Черных              | Михаэла Гигон             | Пяйви Томмола     |                                 |
| 2009 | Марика Хара                | Михаэла Гигон             | Кристина Шаффнер  |                                 |
| 2010 | Михаэла Гигон              | Rikke Kornvig             | Марика Хара       | результаты (недоступная ссылка) |
| 2011 | Михаэла Гигон              | Anna Kaminska             | Rikke Kornvig     | результаты                      |
| 2012 | Урсина Ягги                | Ингрид Стенгард           | Нина Хоффман      | результаты                      |
| 2013 | Марика Хара                | Эмили Бенхам              | Сюзанна Лаурила   | результаты                      |
| 2014 | Сесилия Томассон           | Эмили Бенхам              | Марика Хара       | результаты                      |
| 2015 | Гаэль Барле                | Мартина Тиховска          | Эмили Бенхам      | результаты                      |
| 2016 | Ольга Шипилова-Виноградова | Эмили Бенхам              | Камилла Сёгард    | результаты                      |

## Длинная

### Мужчины
| Год  | Золото          | Серебро                | Бронза                 | Прим.                           |
| ---- | --------------- | ---------------------- | ---------------------- | ------------------------------- |
| 2002 | Юсси Мякиля     | Жереми Гильман         | Alain Berger           |                                 |
| 2004 | Alain Berger    | Мика Тервала           | Адриан Джексон         |                                 |
| 2005 | Руслан Грицан   | Виктор Корчагин        | Адриан Джексон         |                                 |
| 2006 | Мика Тервала    | Руслан Грицан          | Матти Кескинаркаус     |                                 |
| 2007 | Руслан Грицан   | Lasse Brun Pedersen    | Ярослав Рыгл           |                                 |
| 2008 | Руслан Грицан   | Torbjørn Gasbjerg      | Беат Окле              |                                 |
| 2009 | Адриан Джексон  | Руслан Грицан          | Матьё Бартельми        |                                 |
| 2010 | Антон Фолифоров | Адриан Джексон         | Эрик Сковгаард Кнудсен | результаты (недоступная ссылка) |
| 2011 | Самули Саарела  | Эрик Сковгаард Кнудсен | Руслан Грицан          | результаты                      |
| 2012 | Руслан Грицан   | Юхо Сааринен           | Самуэль Пёкала         | результаты                      |
| 2013 | Кристоф Богар   | Самули Саарела         | Антон Фолифоров        | результаты                      |
| 2014 | Антон Фолифоров | Баптист Фукс           | Иржи Градил            | результаты                      |
| 2015 | Антон Фолифоров | Юсси Лаурила           | Лука Даллавалле        | результаты                      |
| 2016 | Антон Фолифоров | Кристоф Богар          | Давиде Мачадо          | результаты                      |

### Женщины
| Год  | Золото                     | Серебро           | Бронза            | Прим.                           |
| ---- | -------------------------- | ----------------- | ----------------- | ------------------------------- |
| 2002 | Пяйви Томмола              | Emily Viner       | Антье Борнхак     |                                 |
| 2004 | Анке Данновски             | Пяйви Томмола     | Антье Борнхак     |                                 |
| 2005 | Пяйви Томмола              | Антье Борнхак     | Анке Данновски    |                                 |
| 2006 | Кристина Шаффнер           | Ксения Черных     | Ингрид Стенгорд   |                                 |
| 2007 | Михаэла Гигон              | Ксения Черных     | Кристина Шаффнер  |                                 |
| 2008 | Кристина Шаффнер           | Марика Хара       | Line Pedersen     |                                 |
| 2009 | Кристина Шаффнер           | Соня Цинкль       | Гана Байтошова    |                                 |
| 2010 | Кристина Шаффнер           | Ксения Черных     | Марика Хара       | результаты (недоступная ссылка) |
| 2011 | Rikke Kornvig              | Ингрид Стенгорд   | Scaravonati Laura | результаты                      |
| 2012 | Сюзанна Лаурила            | Ксения Черных     | Марика Хара       | результаты                      |
| 2013 | Марика Хара                | Сюзанна Лаурила   | Сесилия Томассон  | результаты                      |
| 2014 | Ольга Шипилова-Виноградова | Светлана Поверина | Камилла Сёгард    | результаты                      |
| 2015 | Мартина Тиховска           | Светлана Поверина | Сесилия Томассон  | результаты                      |
| 2016 | Эмили Бенхам               | Гаэль Барле       | Майа Ротвайлер    | результаты                      |

## Эстафета

### Мужчины
| Год  | Золото                                                                 | Серебро                                                                | Бронза                                                                 |                                 |
| ---- | ---------------------------------------------------------------------- | ---------------------------------------------------------------------- | ---------------------------------------------------------------------- | ------------------------------- |
| 2002 | Франция · Себастьен Сэ · Жоэль Пуаретт · Оливье Пралю                  | Чехия · Петр Стрейчек · Радован Мах · Ярослав Рыгл                     | Финляндия · Райно Песу · Юсси Мякиля · Мика Тервала                    |                                 |
| 2004 | Финляндия · Тимо Сарккинен · Юсси Мякиля · Мика Тервала                | Чехия · Радек Тихачек · Ярослав Рыгл · Любомир Томечек                 | Австралия · Alex Randall · Tom Walter · Адриан Джексон                 |                                 |
| 2005 | Финляндия · Тимо Сарккинен · Мика Тервала · Юсси Мякиля                | Франция · Матьё Бартельми · Стефан Туссен · Жереми Гильман             | Швейцария · Беат Шаффнер · Симон Зегер · Реми Жаба                     |                                 |
| 2006 | Финляндия · Юсси Мякиля · Мика Тервала · Туомо Томпури                 | Россия · Виктор Корчагин · Максим Журкин · Руслан Грицан               | Швейцария · Беат Шаффнер · Беат Окле · Симон Зегер                     |                                 |
| 2007 | Франция · Стефан Туссен · Матьё Бартельми · Жереми Гильман             | Чехия · Мартин Шевчик · Ярослав Рыгл · Любомир Томечек                 | Дания · Lasse Brun Pedersen · Torbjørn Gasbjerg · Søren Strunge        |                                 |
| 2008 | Дания · Lasse Brun Pedersen · Torbjørn Gasbjerg · Søren Strunge        | Россия · Руслан Грицан · Максим Журкин · Антон Фолифоров               | Чехия · Мартин Шевчик · Ярослав Рыгл · Любомир Томечек                 |                                 |
| 2009 | Россия · Максим Журкин · Руслан Грицан · Антон Фолифоров               | Чехия · Радек Лацига · Иржи Градил · Любомир Томечек                   | Финляндия · Туукка Туркка · Самули Саарела · Юхо Сааринен              |                                 |
| 2010 | Россия · Руслан Грицан · Валерий Глухов · Антон Фолифоров              | Дания · Bjarke Refslund · Erik Skovgaard Knudsen · Lasse Brun Pedersen | Чехия · Радек Лацига · Jan Lauerman · Marek Pospisek                   |                                 |
| 2011 | Дания · Bjarke Refslund · Lasse Brun Pedersen · Erik Skovgaard Knudsen | Чехия · Радек Лацига · Иржи Градил · Marek Pospisek                    | Финляндия · Jussi Laurila · Пекка Ниеми · Самули Саарела               | результаты (недоступная ссылка) |
| 2012 | Финляндия · Пекка Ниеми · Самули Саарела · Юсси Лаурила                | Россия · Валерий Глухов · Руслан Грицан · Антон Фолифоров              | Австрия · Бернхард Шахингер · Кевин Хазельсбергер · Тобиас Брайтшедель | результаты                      |
| 2013 | Чехия · Франтишек Богар · Ян Свобода · Кристоф Богар                   | Финляндия · Пекка Ниеми · Самули Саарела · Юсси Лаурила                | Эстония · Лаури Малсрос · Маргус Халлик · Тынис Эрм                    | результаты                      |
| 2014 | Эстония · Лаури Малсрос · Маргус Халлик · Тынис Эрм                    | Финляндия · Туомо Лахтинен · Самули Саарела · Юсо Ютила                | Франция · Баптист Фукс · Клемен Соврей · Седрик Бейл                   | результаты                      |
| 2015 | Австрия · Кевин Хазельсбергер · Бернхард Шахингер · Андреас Вальдманн  | Россия · Руслан Грицан · Валерий Глухов · Антон Фолифоров              | Финляндия · Пекка Ниеми · Самули Саарела · Юсси Лаурила                | результаты                      |

### Женщины
| Год  | Золото                                                                   | Серебро                                                            | Бронза                                                                     |                                 |
| ---- | ------------------------------------------------------------------------ | ------------------------------------------------------------------ | -------------------------------------------------------------------------- | ------------------------------- |
| 2002 | Финляндия · Кирси Корхонен · Пяйви Томмола · Мерви Вяйсянен              | Франция · Лора Купа · Магали Купа · Каролин Финанс                 | Чехия · Гана Рыглова · Маркета Якоубова · Мария Грдинова                   |                                 |
| 2004 | Финляндия · Майя Лонг · Кирси Корхонен · Пяйви Томмола                   | Австрия · Николь Зенфт · Соня Цинкль · Михаэла Гигон               | Австралия · Mary Fien · Carolyn Jackson · Anna Sheldon                     |                                 |
| 2005 | Германия · Анке Данновски · Герит Пфуль · Антье Борнхак                  | Чехия · Михаэла Лацигова · Markéta Jakoubová · Hana La Carbonara   | Франция · Каролин Финанс · Мадлен Каммерер · Орели Балло                   |                                 |
| 2006 | Россия · Надия Микрюкова · Анна Устинова · Ксения Черных                 | Финляндия · Майя Лонг · Ингрид Стенгорд · Пяйви Томмола            | Чехия · Михаэла Лацигова · Маркета Якоубова · Hana La Carbonara            |                                 |
| 2007 | Финляндия · Тайя Яппинен · Ингрид Стенгорд · Пяйви Томмола               | Россия · Анна Устинова · Надия Микрюкова · Ксения Черных           | Австрия · Элизабет Хоэнвартер · Соня Цинкль · Михаэла Гигон                |                                 |
| 2008 | Финляндия · Майя Лонг · Марика Хара · Ингрид Стенгорд                    | Россия · Анна Воробьёва · Надия Микрюкова · Ксения Черных          | Австрия · Элизабет Хоэнвартер · Соня Цинкль · Михаэла Гигон                |                                 |
| 2009 | Австрия · Элизабет Хоэнвартер · Соня Цинкль · Михаэла Гигон              | Швейцария · Майя Ротвайлер · Урсина Йегги · Кристина Шаффнер       | Россия · Надия Микрюкова · Татьяна Репина · Ксения Черных                  |                                 |
| 2010 | Дания · Ann-Dorthe Lisbygd · Line Brun Stallknecht · Rikke Kornvig       | Финляндия · Кайса Пирконен · Ингрид Стенгорд · Марика Хара         | Чехия · Barbora Chudikova · Hana La Carbonara · Мартина Тиховска           |                                 |
| 2011 | Швейцария · Майя Ротвайлер · Урсина Йегги · Кристина Шаффнер             | Литва · Каролина Мицкявичюте · Asta Simkoniene · Рамуне Арлаускене | Словакия · Daniela Tmovcova · Stanislava Fajtova · Гана Байтошова          | результаты (недоступная ссылка) |
| 2012 | Финляндия · Марика Хара · Ингрид Стенгард · Сюзанна Лаурила              | Швейцария · Майя Ротвайлер · Урсина Ягги · Христина Шаффнер        | Словакия · Даниэла Трновкова · Станислава Файтова · Хана Гарде (Хайтошова) | результаты                      |
| 2013 | Финляндия · Ингрид Стенгард · Сюзанна Лаурила · Марика Хара              | Дания · Ann-Dorthe Lisbygd · Nina Hoffmann · Camilla Sogaard       | Швейцария · Майя Ротвайлер · Клаудия Хойниг · Урсина Ягги                  | результаты                      |
| 2014 | Россия · Татьяна Репина · Ольга Шипилова-Виноградова · Светлана Поверина | Финляндия · Ева-Лиза Хакала · Сюзанна Лаурила · Марика Хара        | Чехия · Надежда Скацелова · Мартина Тиховска · Рената Пауликова            | результаты                      |
| 2015 | Финляндия · Ингрид Стенгард · Марика Хара · Сюзанна Лаурила              | Россия · Татьяна Репина · Анастасия Большова · Светлана Поверина   | Чехия · Рената Пауликова · Мари Брезинова · Мартина Тиховска               | результаты                      |